# Schlafmünze
Als Schlafmünzen werden nach der Einführung des Euro Münzen der alten nationalen Währungen bezeichnet, die noch nicht in die neue (Euro)währung umgetauscht worden sind. Oftmals sind sich die Besitzer um deren Besitz gar nicht bewusst, und die Münzen tauchen erst nach Jahren durch Zufall wieder auf. 
Alte Deutsche-Mark-Münzen und -Banknoten können bei der Deutschen Bundesbank unbegrenzt in Euro umgetauscht werden. Oft gibt es auch Aktionen von Geschäften oder sozialen Einrichtungen, die die alten DM-Werte als Zahlungsmittel oder Spende annehmen.
Österreichische Schilling-Münzen und -Banknoten können bei der Oesterreichischen Nationalbank ohne zeitliches oder betragsmäßiges Limit in Euro umgetauscht werden. Zum 31. Januar 2008 gab es 705,13 Millionen Euro ruhende Schillingbestände, darunter 290,73 Millionen Euro in Münzen. Per 31. März 2013 waren noch 3.683.647.335 Stück umtauschbare Münzen in Umlauf.

## Ursprung des Begriffes
Seinen Ursprung hat der Begriff in der Werbekampagne Her mit den Schlafmünzen, einer Auftaktaktion zur Euro-Bargeldeinführung, die die Deutsche Bundesbank zusammen mit der Kreditwirtschaft mit dem Ziel einer frühzeitigen Rückgabe von gehortetem DM-Bargeld vom 5. bis 27. Mai 2001 mit TV- und Radio-Spots, mit Inseraten in der BILD-Zeitung, in Kinder- und Jugendzeitschriften sowie im Internet (www.schlafmuenzen.de) startete. Es handelt sich um ein Wortspiel mit dem Begriff Schlafmütze; auf Plakaten vom unrasierten Günther Jauch als Testimonial verkörpert.

## Wort des Jahres
Das Wort Schlafmünzen wurde bei der Wahl für das Wort des Jahres 2001 auf den 6. Platz gewählt.